# Startovací rampa

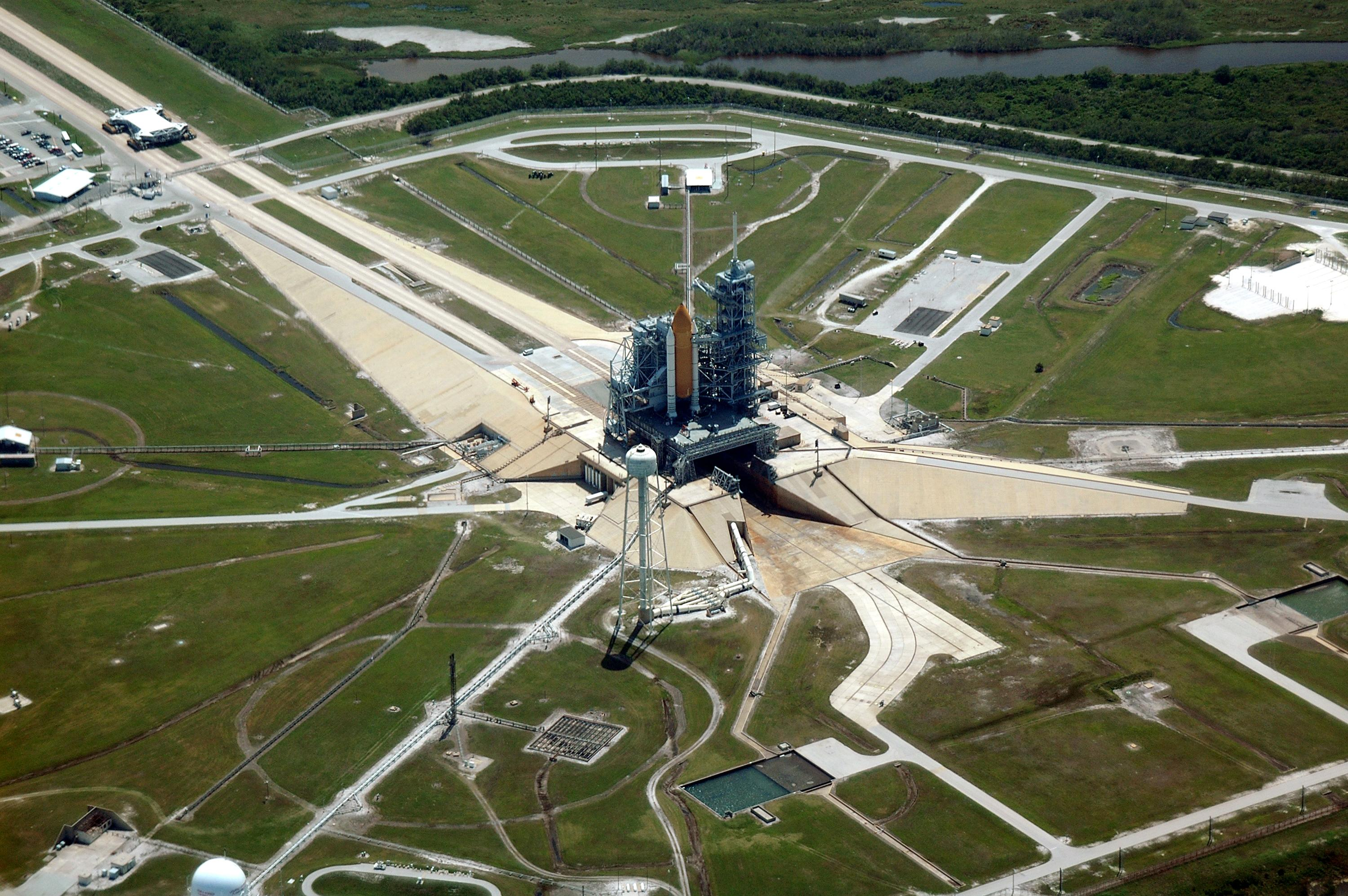
Startovací rampa Kennedy Space Center Launch Complex 39B, Merritt Island, Florida

Startovací rampa je nadzemní zařízení, ze kterého je vertikálně (svisle) vypuštěna nosná raketa nebo jiný vesmírný dopravní prostředek. Termínem lze označit pouze centrální odpalovací platformu (mobilní odpalovací platforma) nebo celý komplex (odpalovací komplex). Celý komplex zahrnuje startovací plošinu nebo startovací platformu pro oporu rakety, servisní strukturu s zařízeními pro podpůrné funkce rakety a infrastrukturu pro dodávku pohonných hmot, kryogenních kapalin, elektrické energie, komunikace, telemetrie, sestavy raket, přípravu užitečného zatížení, skladovací prostory pro pohonné hmoty a plyny, zařízení, přístupové cesty a kanalizaci.
Většina odpalovacích ramp obsahuje stacionární servisní struktury, které poskytují jednu nebo více přístupových platforem pro sestavení, kontrolu a údržbu rakety a umožňují přístup do kosmické lodi, včetně nastoupení posádky. Rampa může obsahovat strukturu pro vychylování plamene, aby se zabránilo intenzivnímu teplu vycházejících z motorů rakety poškozovat raketu nebo konstrukci rampy, a může obsahovat systém pro potlačení zvuku, který rozstřikuje velké množství vody. Rampa může být též chráněna bleskojistkami. Kosmodrom obvykle zahrnuje několik startovacích komplexů a další podpůrnou infrastrukturu.
Odpalovací rampa se liší od raketového odpalovacího zařízení (raketového sila nebo raketového komplexu), které také odpaluje raketu vertikálně, ale je umístěno pod zemí, aby raketu ochránilo proti nepřátelskému útoku.
Odpalovací komplex pro rakety na kapalné palivo má často rozsáhlé pozemní podpůrné vybavení včetně nádrží na pohonné hmoty a potrubí k naplnění rakety před startem. Kryogenní pohonné látky (kapalné kyslíkové okysličovadlo, kapalný vodík nebo kapalné metanové palivo) je třeba během startovací sekvence (odpočítávání) průběžně doplňovat (tj. nahrazovat ztráty odpařením), když raketa čeká na vzlet. To se stává obzvláště důležité, protože složité sekvence mohou být přerušeny plánovanými nebo neplánovanými pauzami za účelem vyřešení problémů.
Většinu raket je třeba podepřít a podržet několik sekund po zážehu než motory dosáhnou plného tahu. Vozidlo je běžně drženo na podložce přidržovacími rameny nebo výbušnými šrouby, které jsou odpáleny v okamžiku, když je raketa stabilní a připravena k odletu, v tomto okamžiku se uvolní i všechna propojení s zařízeními pro podpůrné funkce rakety na rampě.